# Hødysse von Gundsømagle

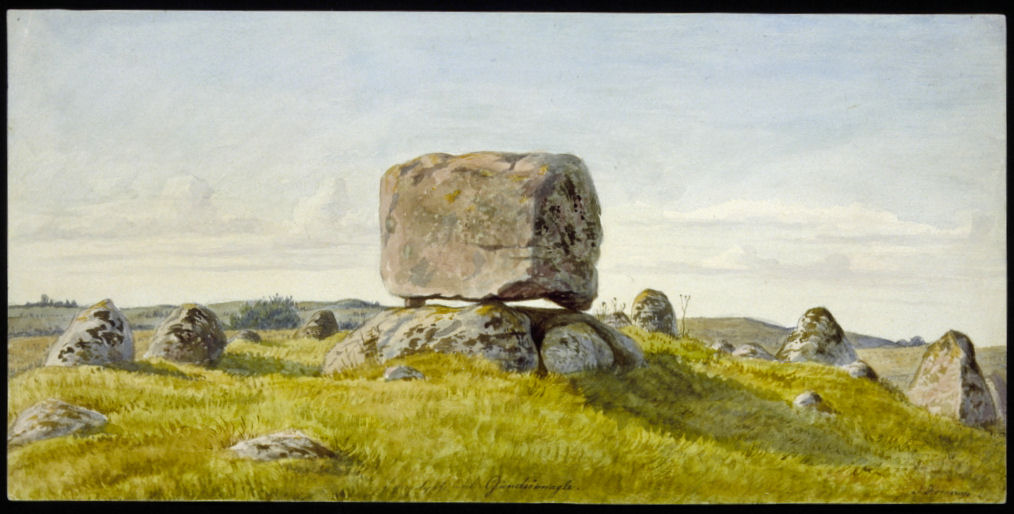
Hødysse von Gundsømagle; Aquarell von Jacob Kornerup (1863)

Der Hødysse von Gundsømagle (auch Eilsøholm Langdysse genannt) ist ein Dolmen am westlichen Ortsrand von Gundsømagle bei Jyllinge auf der dänischen Insel Seeland. Es ist eine Megalithanlage der Trichterbecherkultur (TBK), die zwischen 3500 und 2800 v. Chr. errichtet wurde. Ein weiterer Hødysse liegt bei Ågerup.

## Beschreibung
Der Hødysse ist ein sogenannter Langdysse in einem etwa 1,5 m hohen Hünenbett von etwa 30,0 × 8,0 m. Etwa in der Mitte des Hünenbettes liegt eine Kammer mit drei Tragsteinen (und einem Eingangsstein) mit einem hohen, würfelartigen, bizarren Deckstein mit Schälchen auf der Oberseite, der etwa 1,8 m über den Hügel aufragt. Am südlichen Ende des Hünenbettes befinden sich zwei Seitensteine einer zweiten, jedoch ausgegangenen Kammer. Die Randsteine des Hünenbettes sind abgesehen von der Ostseite erhaltenen, stehen jedoch meist nicht in situ. Der Dolmen liegt auf einem bebauten Feld über dem Roskilde-Fjord.
Um Gundsømagle liegen auch die Dolmen Thoradysse, Hovdysse und Gulddysse.